# Kreis Recklinghausen
Kreis Recklinghausen is een Kreis in de Duitse deelstaat Noordrijn-Westfalen. Kreisstadt is de gelijknamige stad. De Kreis telt 613.599 inwoners (31 december 2020) op een oppervlakte van 761,32 km². Op 31 december 2020 had 13,83% van de inwoners een niet-Duits staatsburgerschap (84.845 niet-Duitsers) en hadden 855 inwoners het Nederlandse staatsburgerschap.

## Steden

Gemeenten in Recklinghausen

De volgende steden liggen in de Kreis:
- Castrop-Rauxel
- Datteln
- Dorsten
- Gladbeck
- Haltern am See
- Herten
- Marl
- Oer-Erkenschwick
- Recklinghausen
- Waltrop

Zie ook: Lijst van Kreise en kreisfreie steden in Noordrijn-Westfalen
Castrop-Rauxel ·
Datteln ·
Dorsten ·
Gladbeck ·
Haltern am See ·
Herten ·
Marl ·
Oer-Erkenschwick ·
Recklinghausen ·
Waltrop